# Jon Henry Gordon
Jon Henry Gordon é um maquiador. Como reconhecimento, foi nomeado ao Oscar 2010 na categoria de Melhor Maquiagem por The Young Victoria.